# Cyclostrema cancellatum
Cyclostrema cancellatum är en snäckart som beskrevs av Marryat 1818. Cyclostrema cancellatum ingår i släktet Cyclostrema och familjen turbinsnäckor. Inga underarter finns listade i Catalogue of Life.

## Bildgalleri

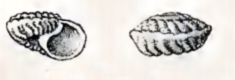
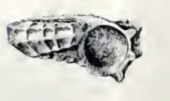